# Walisische Badmintonmeisterschaft 1967
Die Walisische Badmintonmeisterschaft 1967 fand in Pontypridd statt. Es war die 16. Austragung der nationalen Titelkämpfe im Badminton in Wales.

## Titelträger
| Disziplin    | Sieger                            |
| ------------ | --------------------------------- |
| Herreneinzel | Peter Seaman                      |
| Dameneinzel  | Angela Dickson                    |
| Herrendoppel | J. Hartstill David Colmer         |
| Damendoppel  | M. Withers Betty Fisher           |
| Mixed        | Howard R. Jennings Angela Dickson |